# Fibrin
A fibrin olyan  fehérje, amely a véralvadáskor a vérszövet fibrinogénjéből keletkezik. Nagyobb aggregátumokat képez. Vízben oldhatatlan, fonalas szerkezetű.  A sebek első tömítőanyagaként funkcionál, de jelen van a trombózis és az érelmeszesedés kezdeti szakaszaiban is.
A fibrin név a latin fibra (rost, vékony szál) szóból származik.

## Keletkezésének folyamata
A véralvadás során a fibrinogén a trombin hatására alakul át fibrinné. Ez a folyamat a véralvadási kaszkád részeként játszódik le; a zimogén protrombin aktiválódik, így szerin proteáz trombinná válik; amely a fibrinogén - fibrin átalakulásért felelős. A fibrin ezután a XIII-as faktorhoz kapcsolódik, és rögöt alkot. Az XIIIa faktor stabilizálja a fibrint további fibrinolízis gátlók - mint például az alfa-2-antiplazmin és TAFI (trombin aktiválható fibrinolízis inhibitor, azaz karboxipeptidáz B2) - beépítésével; és különböző sejtek adhéziós fehérjéihez való kötődéssel. A fibrin katalizálja a XIII-as faktor trombin általi, és a plazminogén aktivátor (t-PA) aktivációját. A fibrin specifikusan kötődik az aktivált koagulációs faktorokhoz, a Xa faktorhoz és a trombinhoz: rosthálóba zárja őket; így ezen enzimek ideiglenes gátlójaként funkcionál, mivel ezek aktívak maradnak, és a fibrinolízis során szabadon engedhetőek. A legújabb kutatások azt mutatják, hogy a fibrin kulcsszerepet játszik a gyulladásos válaszban, és a reumás artritisz kialakulásában.